# 가와하라즈카 다케시
가와하라즈카 다케시(일본어: 河原塚 毅, 1975년 2월 1일 ~ )는 일본의 전 축구 선수이다.

## 구단 경력
과거 알비렉스 니가타에서 활동하였다.